# Paul Ledoux
Paul Ledoux (Forrières, 8 de agosto de 1914 — Liège, 6 de outubro de 1988) foi um astrônomo belga.
Foi laureado em 1964 com o Prêmio Francqui, e em 1972 com a Medalha Eddington, por investigações sobre problemas de estabilidade estelar e estrelas variáveis. Em 1976 recebeu a Medalha Janssen da Academia de Ciências da França.